# ادلین (خواننده)
ادلین (نروژی: Adelén؛ زادهٔ ۴ نوامبر ۱۹۹۶ تنسبرگ، norway) یک موسیقی‌دان اهل نروژ است. وی از سال ۲۰۱۳ میلادی تاکنون مشغول فعالیت بوده‌است.
او همچنین موزیک ویدئویی را برای جام جهانی ٢٠١۴ خواند و مورد علاقه مخاطبین شد